# 3817 км
3817 км — упразднённая железнодорожная будка в Тяжинском районе Кемеровской области. На момент упразднения входила в состав Новомарьинского сельсовета. Исключена из учётных данных в 1997 году.

## География
Располагалась у остановочного пункта Самсоновка Западно-Сибирской железной дороги, на расстоянии примерно 3 км по прямой к северо-востоку от поселка Итатский.

## Население
| 1970 | 1979 | 1989 |
| ---- | ---- | ---- |
| 59   | ↘43  | ↘15  |